# Liste der Oberbeamten von Grenada
Diese Liste der Viceroys (Königsstellvertreter, Vizekönig), Administratoren und Gouverneure in Grenada listet die Amtsträger der Französischen Kolonie ab 1649 bis 1762 und der Englischen Kolonie ab 1762 bis zur Unabhängigkeit vom Vereinigten Königreich 1974. Nach der Unabhängigkeit, waren die Viceroys von Grenada nicht mehr die Repräsentanten der britischen Monarchie und der britischen Regierung und ist damit auch kein Brite mehr, sondern das neue Königsstellvertreter-Amt (vice regal office), der so genannte Governor-General of Grenada repräsentiert den Monarchen von Grenada (Personalunion mit der britischen Krone), und die Person, welche das Amt ausübt, muss ein Bürger von Grenada sein.

## Französische Gouverneure von Grenade (1649–1762)
- Jean Le Comte (1649–1654)
- Louis Cacqueray de Valminière (1654–1658)
- Jean François du Buc (1658–1660)[1]
- Jean Faudoas de Cérillac (1658–1664)[2]
- Sieur Vincent (1664–1670)[3]
- Louis de Canchy de Lerole (1671–1674)
- Pierre de Sainte-Marthe de Lalande (1675–1679)
- Jacques de Chambly (1679–1680)
- Nicolas de Gabaret (1680–1689)
- Louis Ancelin de Gémozac (1690–1695)
- Jean-Léon Fournier de Carles de Pradine (1695?–1696?)
- De Bellair de Saint-Aignan (1696–1700)
- Joseph de Bouloc (1701–1708)
- Laurent de Valernod (1709–1710, † 1711)
- Guillaume-Emmanuel-Théodore de Maupeou, comte de l’Estrange (1711–1716)
- Jean-Michel de Lépinay (1717–3. Januar 1721)
- Jean Balthazard du Houx (1721–1722)
- Bonnaventure-François de Boisfermé (1. Dezember 1722–11. Dezember 1722; trat sein Amt nicht an)
- Robert Giraud du Poyet (1723–1727)
- Charles de Brunier, Marquis de Larnage (1727–1734)
- Jean Léon Fournier de Carles de Pradines (Jean-Louis Fournier de Charles de Pradine, 1734–1748)
- Phillippe de Longvilliers de Poincy (1748–1757)
- Pierre-Claude Bonvoust d’Aulnay de Prulay (1757–1762)

## Britische Gouverneure von Grenada (1762–1779)
1763 wurde durch den Frieden von Paris Grenada dem Vereinigten Königreich zugesprochen.
- George Scott (1762–1764)
- Robert Melville (1764, acting, I.)
- Ulysses FitzMaurice (1764–1770, I.)
- Robert Melville (1770–1771, II.)
- Ulysses FitzMaurice (1771, II.)
- William Leyborne (1771–1775)
- Sir William Young (1776)
- George Macartney, The Lord Macartney (1776–1779)

## Französischer Gouverneur von Grenade (1779–1783)
In der Zeit von 1779 bis 1783 war Grenada von den Franzosen besetzt:
- Jean-François Durat

## Britische Gouverneure von Grenada (1783–1802)
- Edward Mathew (1784–1785)
- William Lucas (1785–1787, kommissarisch)
- Samuel Williams (1787–1788, kommissarisch, I.)
- James Campbell (1788–1789, kommissarisch)
- Samuel Williams (1789–1792, kommissarisch, II.)
- Ninian Home (17. November 1792–1795)
- Kenneth Francis Mackenzie (1795, kommissarisch)
- Samuel Mitchell (1795–1796, kommissarisch)
- Alexander Houstoun (1796–1797)
- Sir Charles Green (30. September 1797–1801)
- Samuel Dent (1801–1802, kommissarisch)

## Lieutenant Governors (1802–1882)
1802 wurde der Governor of Grenada durch einen Lieutenant Governor ersetzt, welcher dem Gouverneur von Barbados unterstellt war.
- Hon. George Vere Hobart (1802–5. November 1802)
- Thomas Hislop (1803–1804)
- William Douglas MacLean Clephane (1803)
- Frederick Maitland (29. März 1805–1811)
- Abraham Charles Adye (1811–1812)
- George Robert Ainslie (1812–1813)
- Charles Shipley (1813–1815, kommissarisch)
- George Paterson (1815–1816, kommissarisch, I.)
- Phineas Riall (1816–1823)
- George Paterson (1823–1826, kommissarisch, II.)
- James Campbell (1826–1833)

1833 wurde Grenada den British Windward Islands zugeschlagen, zusammen mit Barbados, St. Lucia, Saint Vincent und den Grenadinen. Der Governor of Barbados behielt die Gesamtverantwortung für Grenada mit dem Lieutenant Governor of Grenada als Untergebenem.
- George Middlemore (1833–1835)
- John Hastings Mair (1835–1836)
- Carlo Joseph Doyle (1836–1846)
- Ker Baillie Hamilton (1846–1853)
- Robert William Keate (1853–1857)
- Cornelius Hendricksen Kortright (1857–1864)
- Robert Miller Mundy (1864–1871)
- Sanford Freeling (1871–1875)
- Cyril Clerke Graham (1875–1877)
- Robert William Harley (1877–1882)

## Administrators of Grenada (1882–1967)
1882 wurde der Lieutenant Governor of Grenada durch einen Administrator ersetzt. Der Administrator blieb dem Governor of Barbados untergeben. 1885 verließ Barbados die administrative Kontrolle der Windward Islands. Ein neuer Governor of the Windward Islands wurde mit Sitz in Grenada ernannt. Der Administrator of Grenada war nur für Belange von Grenada zuständig.
- Irwin Charles Maling (1882, I.)
- Roger Tuckfield Goldsworthy (1882–1883)
- Edward Laborde (1883–1886, I.)
- Irwin Charles Maling (1886–1887, II.)
- Henry Rawlins Pipon Schooles (1887–1888)
- John Elliott (Juni 1888–Dezember 1888)
- Robert Baxter Llewelyn (Dezember 1888–Januar 1889, I.)
- Edward Laborde, (Januar 1889–November 1889, II.)
- Robert Baxter Llewelyn, (November 1889–September 1890, II.)
- Lawrence Riky Fyfe (September 1890–November 1890)
- Edward Rawle Drayton (1890–1915)
- Herbert Ferguson (1915–1930)
- Hilary Rudolph Robert Blood (1930–1935)
- William Leslie Heape (1935–1940)
- Charles Henry Vincent Talbot (1940–1942)
- George Conrad Green (1942–1951)
- Wallace MacMillan (1951–1957)
- James Monteith Lloyd (1957–1962)

Zwischen 1958 und 1962 war Grenada Teil der kurzlebigen Federation of the West Indies.
- Lionel Achille Pinard (1962–1964)
- Ian Graham Turbott (1964–1967)

## Governors of Grenada (1967–1974)
Am 3. März 1967 wurde Grenada ein Associated State of the United Kingdom und selbstverantwortlich für seine Inneren Angelegenheiten. Ein Gouverneur wurde erneut als Repräsentant des Vereinigten Königreich ernannt.
- Ian Graham Turbott (1967–1968)
- Dame Hilda Bynoe (1968–21. Januar 1974)
- Sir Leo de Gale (24. Januar 1974–7. Februar 1974, kommissarisch)

Am 7. Februar 1974 errang Grenada die Unabhängigkeit vom Vereinigten Königreich. Nach der Unabhängigkeit wurde das Vice Regal Office in Grenada als Governor-General of Grenada eingerichtet.